# Ludwik Rutyna
Ludwik Rutyna (ur. 10 lutego 1917 w Podzameczku, zm. 11 grudnia 2010 w Opolu) – polski duchowny rzymskokatolicki, prałat, infułat, działacz kresowy, kawaler Orderu Ecce Homo, odznaczony za działalność ekumeniczną i wspieranie procesów pojednania między narodami.

## Życiorys
Urodził się 10 lutego 1917 na Kresach Wschodnich w chłopskiej rodzinie wielodzietnej Kazimierza i Katarzyny z domu Wąsik. Dzieciństwo spędził we wsiach Podzameczek i Wojciechówka pod Buczaczem. Szkołę powszechną ukończył we Lwowie, gdzie się uczył w latach (1924–1928), a potem uczęszczał do gimnazjum humanistycznego w Buczaczu (1929–1937), otrzymując świadectwo dojrzałości. W tymże roku, idąc za głosem powołania rozpoczął studia w Wyższym Seminarium Duchownym przy Uniwersytecie Jana Kazimierza we Lwowie. Po wybuchu II wojny światowej (wrzesień 1939) Seminarium lwowskie zostało zamknięte w 1940, co było przyczyną kontynuacji studiów w konspiracji, w miejscowym klasztorze księży zmartwychwstańców.
11 maja 1941 w zamkniętej katedrze lwowskiej przyjął z rąk bp. Eugeniusza Baziaka święcenia prezbiteratu. Mszę prymicyjną odprawił w parafii Wniebowzięcia NMP w Buczaczu, a następnie 2 czerwca 1941 został wikariuszem w parafii św. Wacława w Baworowie. 2 listopada 1943 doszło tam do napadu Ukraińskiej Powstańczej Armii (UPA), w wyniku którego zamordowano proboszcza ks. Karola Procyka i organistę Szymona Wiśniewskiego, natomiast ks. Rutyna zdołał zbiec, wydostając się przez okno. Po tym wydarzeniu został administratorem parafii.
Po zakończeniu II wojny światowej i zmianach polityczno-administracyjnych na Kresach Wschodnich zmuszony był w czerwcu 1945 do ich opuszczenia, przybywając na Śląsk Opolski. Tutaj został skierowany do posługi duszpasterskiej na ziemi prudnickiej. Początkowo odprawiał msze dla Polaków w Prudniku i okolicznych parafiach wiejskich. Udał się do Łąki Prudnickiej, a następnie został proboszczem w Mieszkowicach, po czym skierowano go do parafii Trójcy Świętej w Rudziczce. 15 lipca 1945 odprawił pierwszą mszę w języku polskim w Niemysłowicach. W okresie (1945–1958) był proboszczem parafii św. Michała Archanioła w Szybowicach, gdzie prowadził także własne gospodarstwo rolne. Otrzymał pełnomocnictwo sprawowania opieki duszpasterskiej na całym terenie prudnickim. Obsługiwał także wsie Czyżowice, Moszczanka i Lipowa. W kronice parafii w Szybowicach zapisano: 

Nic nikomu nie mówiąc, nie żegnając się z parafią, tylko z torbą w ręku, wszystko opuszczając, odszedł w nieznane.

21 czerwca 1958 został mianowany  przez biskupa opolskiego Franciszka Jopa, proboszczem w parafii św. Zygmunta w Koźlu. W parafii w Koźlu w okresie od 11 listopada 1964 do 31 grudnia 1988 pełnił również funkcję dziekana dekanatu Koźle. W 1965 przygotował parafię do nawiedzenia w dniach 25–29 lipca kopii obrazu Matki Bożej Częstochowskiej. Z jego inicjatywy podjęto budowę kilku kościołów na terenie rozległej parafii kozielskiej, m.in. w parafii św. Urbana w Większycach i parafii Najświętszej Maryi Panny Królowej Świata w Rogach, jak również w okresie (1982–1984) parafialnego domu katechetycznego czy kaplicy cmentarnej. Warto dodać, że za rozpoczęcie budowy kościoła bez pozwolenia władz, a także salek katechetycznych, został skazany na cztery lata więzienia w zawieszeniu i karę grzywny.

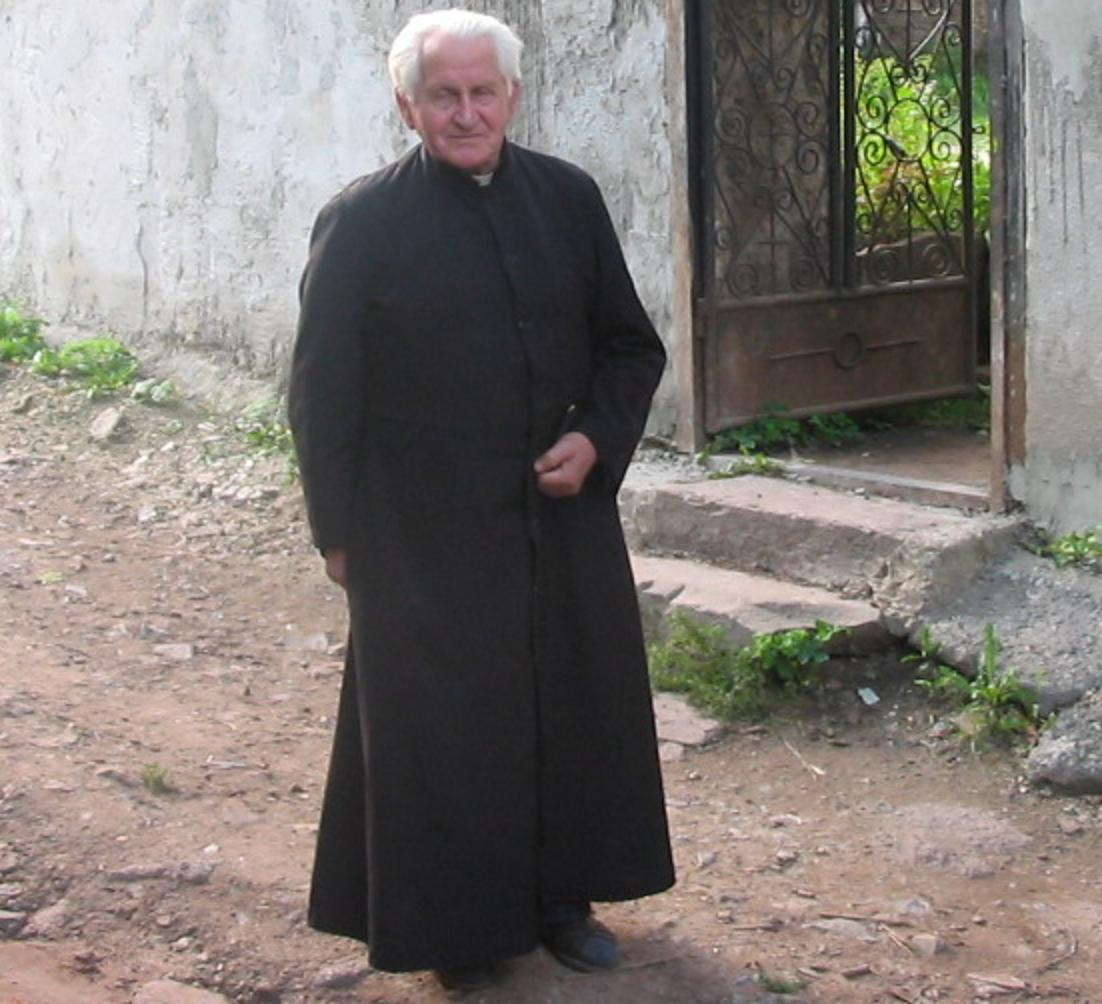
Ks. Ludwik Rytyna w Buczaczu w 2004

Z uwagi na swój podeszły wiek, w 1990 przeszedł na emeryturę, a 16 grudnia tegoż roku uroczyście przekazał parafię mianowanemu następcy ks. Alfonsowi Schubertowi. Uczestniczył w obchodach 400-lecia kościoła w Szybowicach. 27 lutego 1991 wyjechał na Ukrainę obejmując początkowo parafię św. Stanisława Biskupa Męczennika w Krzemieńcu, a następnie po upływie trzech miesięcy powrócił w rodzinne strony i zamieszkał w Buczaczu, gdzie reaktywował tamtejszą parafię rzymskokatolicką i zrujnowany barokowy kościół Wniebowzięcia Najświętszej Marii Panny (przedwojenne wezwanie: Matki Bożej Szkaplerznej). Pełnił również posługę duszpasterską w okolicznych wsiach, m.in.: Wojciechówce, Porchowej, Rukomyszu. 11 maja 1991 obchodził uroczyście w katedrze lwowskiej 50-lecie święceń kapłańskich. Był również dziekanem dekanatu buczacko-czortkowskiego.
Zasłużony dla ratowania polskich zabytków sakralnych na zachodnim Podolu, m.in. oprócz kościoła w Buczaczu, wyremontował zrujnowane kościoły: Matki Boskiej Nieustającej Pomocy w Trybuchowcach, Narodzenia Najświętszej Marii Panny i św. Szczepana w Potoku Złotym, Narodzenia NMP w Petlikowcach Starych, Trójcy Przenajświętszej w Uściu Zielonym czy św. Mikołaja w Koropcu. W wieku 91 lat przeprowadził remont plebanii w Buczaczu.
Zmarł po krótkiej chorobie 11 grudnia 2010 w Opolu. Uroczystości pogrzebowe odbyły się 16 grudnia w kościele św. Zygmunta i św. Jadwigi Śląskiej w Kędzierzynie-Koźlu (gdzie swego czasu był proboszczem), z udziałem licznie przybyłych wiernych i duchowieństwa (ponad stu księży i trzech biskupów: łuckiego Marcjana Trofimiaka, pomocniczego lwowskiego Leona Małego oraz pomocniczego opolskiego Jana Kopca) oraz przedstawicieli władz powiatowych i miejskich, w tym prezydenta miasta Tomasza Wantuły. Pochowany został zgodnie ze swoją wolą w specjalnie zbudowanym grobowcu przy kościele św. Zygmunta i św. Jadwigi Śląskiej w Kędzierzynie-Koźlu.

## Nagrody i odznaczenia
21 lutego 1992 Rada Miasta Kędzierzyna-Koźla, Uchwałą Nr XXIX/158/92, z inicjatywy dwunastu radnych nadała mu tytuł Honorowego Obywatela Miasta Kędzierzyna-Koźla, który odebrał 10 lipca tegoż roku. W lutym 1997 otrzymał przyznany przez Radę Miasta Kędzierzyna-Koźla „Medal za Zasługi dla Miasta”. Uhonorowany został także na wniosek Anny Laddy-Widajewicz w 2005 przez fundację Jerzego Bonieckiego Polcul „za pracę na rzecz pojednania ludzi różnych wyznań i odbudowę zabytków architektury sakralnej na Podolu i Śląsku Opolskim”. W 2006 otrzymał Order Ecce Homo, „za poświęcenie życia Bogu i ludziom, za ekumeniczną działalność i wspieranie procesów pojednania między narodami”.
W uznaniu za szlachetną postawę kapłańską, w 1953 został odznaczony przez kościelnego rządcę Śląska Opolskiego tytułem dziekana honorowego, a w 1965 włączony, jako kanonik honorowy, do kapituły lwowskiej z siedzibą w Lubaczowie. Przyznano mu również godności papieskie: 1 lipca 1981 papież Jan Paweł II, późniejszy święty, mianował go kapelanem Jego Świątobliwości, a w 1992 protonotariuszem apostolskim, czyli infułatem.

## Upamiętnienie
- Powstało o nim kilka filmów dokumentalnych, m.in.: Jerzego Janickiego Proboszcz znad rzeki Strypy[20], Zofii Kunert Notacje ks. Ludwik Rutyna. Powrót do Buczacza oraz Krzysztofa Jana Kubiaka Powrót Do Buczacza
- 30 czerwca 2009 bulwar nad Odrą, pomiędzy mostem Józefa Długosza a ujściem potoku Lineta w Kędzierzynie-Koźlu nazwano Promenadą Księdza Ludwika Rutyny[21]
- Ku jego czci 10 lutego 2017 Poczta Polska wprowadziła do obiegu okolicznościową kartkę pocztową z jego wizerunkiem w nakładzie 500 sztuk[22], związaną z setną rocznicą jego urodzin wraz z okolicznościowym datownikiem[23]
- W Muzeum Ziemi Kozielskiej 10 lutego 2020 otwarto stałą ekspozycję jemu poświęconą[24]
- Z inicjatywy m.in. artysty rzeźbiarza Michała Misiaszka zrodził się pomysł postawienia w Kędzierzynie-Koźlu – ks. Ludwikowi Rutynie pomnika, wykonanego z brązu[25]